# 近代五種競技

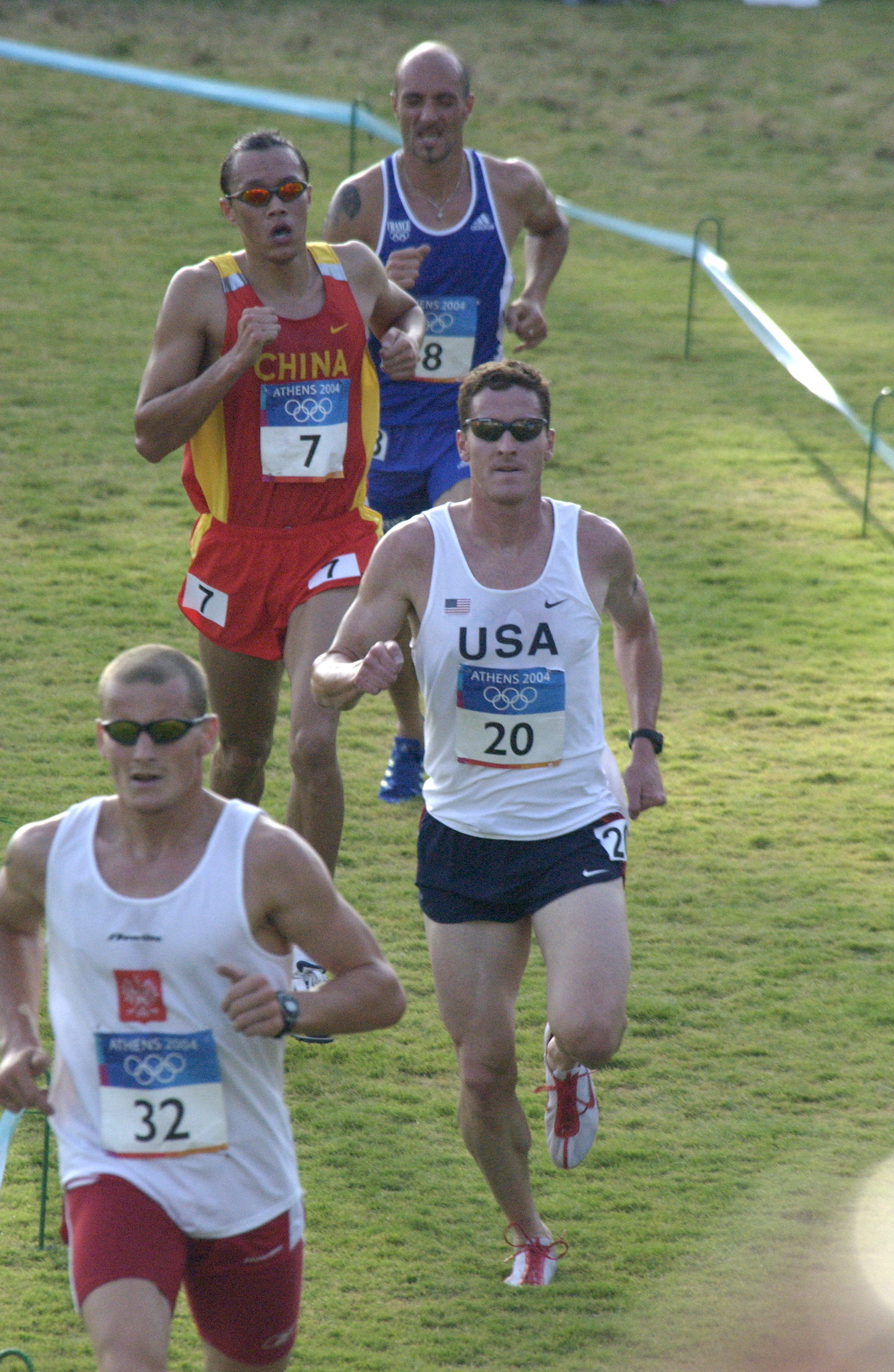
2004年アテネオリンピック・男子種目3000メートルクロスカントリー

近代五種競技（きんだいごしゅきょうぎ、英語: modern pentathlon）は、1人で射撃・フェンシング・水泳・馬術・ランニングの5種目をこなし、順位を決める複合競技のことである。のちに射撃とランニングは複合して「レーザーラン」として行われている。その歴史と過酷さから「キング・オブ・スポーツ」と呼ばれている。提唱者であり近代オリンピックの創立者であるクーベルタン男爵は「スポーツの華」と称した。
国際競技連盟は国際近代五種連合（UIPM）。

## 歴史
19世紀、ナポレオン時代のフランスで、敵陣を突っ切って自軍まで戦果を報告することを命令されたフランスの騎兵将校が、馬で敵陣に乗り込み（馬術）、途中の敵を銃と剣で討ち倒し（射撃・フェンシング）、川を泳いで渡り（水泳）、丘を越えて走りぬけた（ランニング / クロスカントリー）、という故事を元に、近代オリンピックの創立者であるクーベルタン男爵が古代ギリシアで行われていた古代五種（レスリング・円盤投・やり投・走幅跳・スタディオン走）になぞらえた近代五種として競技化を提案したのが始まりと言われる。1912年の第5回ストックホルムオリンピックにおいて種目に採用された。
当初は1種目で1日という優雅なスケジュールから「王族・貴族のスポーツ」とも呼ばれたが、1996年アトランタオリンピックからは1日で行う過酷な競技に変貌した。
2021年11月、国際近代五種連盟は2024年パリオリンピックをもって、馬術を競技から除外することを発表した。背景には人気低迷で実施競技から外される可能性を懸念し大胆な改革が必要とされること、馬の飼育や練習に費用がかかるため国によって環境整備が難しく選手の増加が見込めないこと、2020年東京オリンピックにおける動物虐待批判など、複数の要因があるとされる。変わって2028年ロサンゼルスオリンピックからはオブスタクルスポーツの「オブスタクルコースレース」 (OCR) と呼ばれる障害物レースとなる予定。

## ルール
国際大会では男女それぞれに個人・団体・リレーの形式がある。オリンピックでは男女共、個人戦のみ。1996年アトランタオリンピック以降、中継を行うテレビ局側と1つの競技場で五種目全て見られたらという観客側の要望などを汲む形で、競技日数が短縮され、全ての競技を1日でこなす形式に変更されたが、2020年東京オリンピックでは2日間となる。射撃とランニングは、さらに競技時間を短縮するため、北京オリンピック後の2009年からは、ランニングとレーザーピストルを使用する射撃を交互に行う競技（レーザーラン）に変更された。

### 種目
2013年現在
フェンシングランキングラウンド
エペによる1分間一本勝負の総当たり戦。勝率70パーセントを250点とし、得点が増減する。1勝あたりの得点は試合数により異なる。

水泳
200メートル自由形。男女共に2分30秒を250点とし、1秒あたり2点得点が増減する。
フェンシングボーナスラウンド
フェンシングランキングラウンドの下位の選手から順に勝ち抜き戦方式で、30秒一本勝負で対戦する。1勝あたり1点がフェンシングランキングラウンドの得点に加算される。
馬術
「戦場で見ず知らずの馬に乗った」という名目で、愛馬ではなく貸与馬による障害飛越競技。騎乗馬は抽選により決定する。馬との調整は20分。12障害15飛越（ダブル、トリプル障害を含む）で行われ、高さは最高で120センチメートル、300点満点からの減点方式。
レーザーラン
レーザーピストル（ただし近年までは所持許可が必要なエアピストルを用いた競技であった）を使用して5的を50秒以内に撃ち終える射撃と800メートルのランニングを交互に4回行う。水泳、フェンシング、馬術の合計点の得点差（1秒1点）でスタートし、フィニッシュした順番が最終順位となる。

## オリンピックとの関わり
馬術、フェンシング、射撃の技術系種目と、水泳、陸上の基礎運動能力系種目の全く性質の異なる5つの競技について取りこぼしなく対応する総合能力が求められる。馬術は「近代五種の花」とも呼ばれるが、多くの国では費用の問題で練習環境が整わず、選手が増加しない要因となっており、先進国でも強化は国の予算に頼った状態である。
選手にとっては馬は大会側が用意するため費用負担は馬術競技ほどではないが、初めて乗る馬に慣れる時間が短いという問題や、前述の由来から抽選となるためどのような気質の馬が当たるか不明で、明確な故障がなければ飛越を拒否する馬でも交代が認められないなど負担の大きさや運に左右される面もある。
世界的に近代五種競技は軍人のスポーツという一面があるが、射撃で装薬銃が使用されていないため民間人の参加も可能である。
現在ではオリンピックにおいて重要な要素となっているテレビ中継においては、競技施設の移動などもあり時間を要するため生中継が難しく、概してダイジェスト形式での紹介だけに終わってしまうこともネックになる。かくして、個々のスポーツではともかく、「近代五種競技」という枠で見ると世界的に見ても選手層が厚くならず、世界的にもマイナースポーツの域から抜け出せずオリンピック競技から外れると競技の存続が危ういという状態である。2008年北京オリンピックの前に、2012年ロンドンオリンピック以降の競技の削減候補の1つとして挙げられたが、その時点では見送りという結果になった。これ以前にもオリンピックのスリム化の議論などと並行して繰り返し削減候補とされてきた。
その背景には、近代五種競技で使用される競技施設は、陸上競技として行われていないクロスカントリー走を除けば他の個別種目との併用がされており、この競技だけを削減したところで削減できる施設がほぼ皆無であり、むしろ開催期間中の施設の効率的利用の観点からは有効であることや、個人競技であることなど、削減議論の俎上に上げられた他種目と比較しての設備投資・参加人数などからの競技削減で想定されるメリットの少なさや、上述した事情から競技自体の存続に関わること、なによりクーベルタン男爵の考案・提唱によって創始された、近代オリンピックに由緒の深いものであったことから一部の変更にとどまっていた。しかし商業化した近年のオリンピックではテレビ視聴率が重要となってるため、馬の抽選など競技の公平性を欠く要素や、競技そのものの人気低迷による国際オリンピック委員会（IOC）からの圧力、更に後述の東京オリンピックでの騒動が契機となり、UIPMは存続のために馬術の除外という大幅な変更を行うこととなった。
2021年に日本で開催された東京オリンピックでは、2日目に行われる全種目を東京スタジアムにおいて実施された。オリンピックで2日目の全種目を同一会場で実施するのは史上初。これにより、観客は移動することなく5種目を観戦できる触れ込みであったが、新型コロナウイルス感染症（COVID-19）流行の影響により無観客での開催となった。初日のフェンシングランキングラウンドは、東京スタジアムに隣接する武蔵野の森総合スポーツプラザにて実施された。

なお、東京オリンピックでの競技（馬術）開催中にドイツ代表のアニカ・シュロイが割り当てられた馬の扱いに苦慮した際、コーチのキム・ライスナーが馬を殴るシーンが中継映像を通じて全世界に放映されたため、問題となり、動物愛護団体がIOCに対して抗議する事態となった。この騒動で近代五種競技から馬術が除外されるのは決定的となった。
2021年11月4日、UIPMは2028年ロサンゼルスオリンピックから馬術を除外し、新種目の導入を検討することを発表した。一方、この決定を受けて選手ら650人が馬術の除外に反対、UIPM役員に対し辞任を求める文書を提出した。馬術除外に反対する組織「ペンタスロン・ユナイテッド」によるアンケートでは、選手の馬術が無くなれば競技をやめる選手が大半だったとしている。
代わって2028年大会以降の新種目は自転車によるクロスカントリーなどを検討したが、トライアスロンとの兼ね合いもあり、選手による「障害物レース」を軸に検討されることとなった。ロイター通信によると、日本の番組企画『SASUKE』から派生した「忍者競争」と呼ばれる立体的な障害コースを進む競技や、自然環境を進みながらゴールを目指す「アドベンチャーレース」など、既存の競技と重複せず世界的に人気が高い種目が有力視されていると報じている。
UIPMは2022年6月27日と28日にトルコ・アンカラにて行われる近代五種ワールドカップ・ファイナルなどにおいて、障害物レースのテストを行った。『SASUKE』の制作局であるTBSテレビも番組セットの提供などで協力した。
その後、2022年11月に行われたUIPMのオンライン総会において、世界各国の連盟代表者による投票を行った結果、全体の約83％の賛成を得たとして、障害物レースへの変更をIOCに提案することを発表。2023年10月に行われたIOC総会にて、UIPMから出されていた変更申請が認められた。なお、変更されるのはオリンピックだけで、従来通り馬術を含めた大会も引き続き行われる予定としている。

## 日本における近代五種
日本では日本オリンピック委員会の強化拠点は馬を飼育している自衛隊体育学校で選手は過半数が自衛官である。
日本国内においては、射撃の用具を、費用が少なく規制が無いBB弾を使用するスポーツピストルに置き換え、水泳、ランニングと合わせた3種目を「近代三種」として普及、広報、選手発掘を行っている。
さらに、国体種目化の流れや、大学を中心とした学生連合の競技活動が活発化し「近代三種」の競技人口は増加したが、前述のように競技が本質的に「軍人のスポーツ」という一面もあることから、太田捺のように親戚に乗馬クラブの経営者がいるという恵まれた環境がなければ馬術の訓練が難しく、自衛官以外には髙宮なつ美などの警察官か、才藤歩夢のような他競技との兼業である。
それらの厳しい環境から、2021年時点での選手数は50人という状態という著しく参加者が少ない状態で、日本近代五種協会自らがキング・オブ・マイナースポーツという自虐的なキャッチコピーでPR活動を行った事があるが、2012年ロンドンオリンピックでは民間人の東海東京証券所属の黒須成美が出場を果たしている。
歴史的には、1959年に日本近代五種競技連合の結成以降、1960年第17回ローマオリンピックから1992年バルセロナオリンピックまで毎回五輪出場を果たしていたが、1996年アトランタオリンピック以降は2000年シドニーオリンピックで正式種目となった女子も含め、五輪への出場権を逃す。
2008年北京オリンピックに村上佳宏が16年ぶりに出場し、31位となった。2012年ロンドンオリンピックでは、日本の女子選手として初めて、山中詩乃（30位）と黒須成美（34位）の2選手が出場した。2024年パリオリンピックでは、佐藤大宗が日本初のメダルとなる銀メダルを獲得した。
2025年にはTBSがSASUKEのスピンオフ番組として、「オブスタクルコースレース」を含めた新たな近代五種の種目を番組オリジナルルールで対戦する『HANZO』を開催した。